# Анна Гуту
Анна Гуту (1990/1991, Одеса — 7 жовтня 2023) — українсько-американська альпіністка та високогірна альпіністка. Вона відома своїм прагненням стати першою американкою та третім американським альпіністом, який піднявся на всі 14 восьмитисячників (гірські вершини висотою понад 8000 метрів).

## Скелелазіння
У 2023 році Анна Гуту піднялася 18 квітня на Аннапурну (8091 м), 16 травня на Еверест (8848 м), а наступного дня стала першою українкою на вершині Лхоцзе (8516 м) і лише шостим альпіністом з України, який підкорив цю гору. Потім були вершини Дхаулагірі (червень), Канченджанґа (вересень) і Чо-Ойю (жовтень). У жовтні вона піднімалася на своє останнє сходження на Шішапангму в Тибеті з Мінгмою Шерпою, своїм непальським провідником, коли загинула під лавиною. Під іншою лавиною того ж дня також загинула Джина Марі Рзучідло, яка також була на останньому етапі цих змагань за звання першої американки, яка підкорила всі 14 вершин.

## Особисте життя
Громадянка США, Гуту народився в Одесі, в 1990 або 1991 році. Гуту записувала багато своїх сходжень у соцмережах. На момент смерті у неї було 38 тисяч підписників в Instagram.